# 미스틱스토리
미스틱스토리(MYSTIC STORY)는 대한민국의 연예 기획사이다. 본사는 서울특별시 용산구 한남대로20길 41에 있다.
싱어송라이터이자 음악 프로듀서인 윤종신의 주도 아래 음악 콘텐츠를 만드는 엔터테인먼트 전문기업으로 출발해 현재는 음악 산업에서 뿐만 아니라 예능, 드라마, 영화 등 대중문화산업 전반으로 활동범위를 넓히고 있다.
2014년 배우전문 기획사인 가족액터스, 그리고 음악 전문 기획사인 에이팝 엔터테인먼트와 합병하여 통합 법인명을 미스틱89 그리고 가족으로 지었다.
이후 2015년 1월 9일 사명을 미스틱 엔터테인먼트로 변경하였다. 미스틱 엔터테인먼트는 음악 레이블(미스틱89, 에이팝)과 배우 레이블(미스틱액터스)을 아우르는 종합 엔터테인먼트 콘텐츠 기업로서의 본격적인 출발을 알리는 시작의 의미가 담겨있다.
이후 2019년 3월 22일 사명을 미스틱스토리로 변경하였으며, 모든 콘텐츠는 ‘스토리’에서 출발한다는 회사의 방향성을 담았다. 음악, 예능, 드라마, 영화 등 엔터테인먼트 사업은 결국 좋은 이야기에 달려있다는 기조 아래, 미스틱스토리는 단순히 연예인 기획사라는 정체성을 넘어 다방면의 콘텐츠 창작 중심 회사로 나아갈 것임을 의미한다.
현재 최대주주는 SM 엔터테인먼트이며 지분율은 28%로 주주일 뿐 모기업은 아니다.

## 소속 연예인

### MUSIC & ENTERTAINMENT
| 이름         | 직업                 | 구성원                                     | 리더 | 데뷔 | 이전 구성원 |
| ------------ | -------------------- | ------------------------------------------ | ---- | ---- | ----------- |
| 윤종신       | 가수,프로듀서,MC     |                                            |      | 1990 |             |
| 데이브레이크 | 가수 (그룹)          | 이원석, 정유종, 김선일, 김장원             |      | 2007 |             |
| 김진수       | 개그맨               |                                            |      | 1995 |             |
| 김영철       | 개그맨               |                                            |      | 1999 |             |
| 정진운       | 배우, 가수           |                                            |      | 2008 |             |
| 에디킴       | 가수                 |                                            |      | 2012 |             |
| 신치림       | 가수                 |                                            |      | 2012 |             |
| 손태진       | 가수,성악가          |                                            |      | 2017 |             |
| 양재웅       | MC                   |                                            |      | 2017 |             |
| 오영주       | 모델, 방송인, 유튜버 |                                            |      | 2018 |             |
| LUCY         | 가수 (밴드그룹)      | 신예찬, 최상엽, 조원상, 신광일             |      | 2020 |             |
| 조연호       | 가수                 |                                            |      | 2020 |             |
| Billlie      | 가수 (그룹)          | 문수아, 수현, 츠키, 션, 시윤, 하람, 하루나 |      | 2021 |             |
| ANODE        | 가수 (그룹)          | 앤리, 블랑                                 |      | 2024 |             |
| 서지수       | 배우, 가수           |                                            |      | 2014 |             |
| 양대혁       | 배우                 |                                            |      | 2017 |             |
| 아크(ARrC)   | 가수 (아이돌 그룹)   | 최한, 도하, 현민, 지빈, 끼엔, 리오토, 앤디 | 현민 | 2024 | 지우        |
| 김지우       | 가수                 |                                            |      | 2024 |             |
| 최리         | 배우                 |                                            |      | 2016 |             |

### 미스틱액터스
| 이름   | 직업 | 데뷔   |
| ------ | ---- | ------ |
| 정태우 | 배우 | 1987년 |
| 정유미 | 배우 | 2002년 |
| 박혁권 | 배우 | 1993년 |
| 김석훈 | 배우 | 1998년 |
| 김성은 | 배우 | 1998년 |
| 하재숙 | 배우 | 2000년 |
| 오지은 | 배우 | 2006년 |
| 고민시 | 배우 | 2016년 |
| 김수현 | 배우 | 2016년 |
| 김강민 | 배우 | 2019년 |
| 이우태 | 배우 | 2020년 |

### 에이팝 엔터테인먼트
| 이름               | 직업     | 구성원                   | 데뷔   | 리더 |
| ------------------ | -------- | ------------------------ | ------ | ---- |
| 브라운 아이드 걸스 | 가수     | 제아, 나르샤, 미료, 가인 | 2006년 | 제아 |
| 조영철             | 프로듀서 |                          |        |      |
| 김이나             | 작사가   |                          | 2003년 |      |

## 전 소속 연예인
- 이찬형
- 황보름별
- 타케우치 미유
- 김예림
- 뮤지
- 김연우
- 하림_(가수)
- 박지윤
- 윤혜진
- 신소연
- 안미나
- 장소연
- 손은서
- 박지윤
- 조규찬
- 브라운 아이드 걸스 (제아, 나르샤)
- 장재인
- 조원선
- 한채아
- 박재정
- 이지연
- 이주연
- 서장훈
- 박상돈
- 박시연
- 차민지
- 홍자

## 제작 프로그램
여운혁을 영입하면서, 2017년 이후 예능 프로그램을 제작하고 있다.

### 예능
- 무엇이든 물어보살 (2019년 ~ 현재, KBS joy)
- 명동사랑방 (2023년 ~ , ENA)
- 아는 형님 (JTBC) - SM C&C와 공동 외주제작.
- 눈덩이 프로젝트 (Mnet)
- 빅픽처 (네이버TV)
- 혼족어플 (JTBC)
- 볼빨간 신선놀음 (MBC)
- 극한데뷔 야생돌 (MBC)
- 쌍쌍 인비테이셔널 (네이버TV, YouTube)

### 드라마
- 페르소나 (넷플릭스) - 기린제작사와 공동 제작.
- 내일 지구가 망해버렸으면 좋겠어 (넷플릭스)

## 같이 보기
- 미스틱액터스
- 에이팝 엔터테인먼트
- LISTEN